# Porkkala
Porkkala est une péninsule du golfe de Finlande située sur la commune de Kirkkonummi au sud de la Finlande.
La péninsule avait une valeur stratégique puisque depuis ses côtes une batterie d'artillerie pouvait couvrir plus de la moitié du golfe de Finlande. Si une telle force avait également contrôlé les côtes estoniennes de l'autre côté du golfe, l'accès maritime de la mer Baltique à Saint-Pétersbourg aurait été bloqué. De plus, Porkkala est à une trentaine de kilomètres seulement de Helsinki, la capitale finlandaise, et une puissance étrangère pouvait y exercer une influence significative sur le gouvernement finlandais.
De nos jours, les côtes de la péninsule sont populaires pour pouvoir y observer les oiseaux migrateurs au printemps.
La marine finlandaise y tient une de ses principales bases navales à proximité, sur la péninsule voisine de Uppniemi.

## La parenthèse, période de bail de Porkkala 1944-1956
Conformément aux conditions du traité d’armistice signé le 19 septembre 1944 à la suite de la guerre de Continuation, la zone de Porkkala avait été louée à l’Union soviétique comme base militaire pour une durée de 50 ans. La superficie de la zone louée couvrait presque 1 000 km2, comprenant la majeure partie de la commune de Kirkkonummi, une partie de la commune de Siuntio, presque toute la commune de Degerby et de petites parties d’Inkoo et d’Espoo.
En l’espace de dix jours, 7 272 habitants et plus de 8 000 animaux domestiques ont été évacués de la région.
Les habitants ont dû arracher les pommes de terre, récolter les céréales et engranger les foins en quelques jours, avant l’évacuation. Près de 20 000 personnes (des soldats, des lottas — membres d’une organisation paramilitaire féminine, de 1919 à 1940 — et des volontaires) ont assisté l’opération.
Les routes menant à la région ont été barrées le 28 septembre 1944.
L’Association de Porkkala a été fondée pour protéger les intérêts et défendre les droits des évacués. L’association a aidé les gens avec leurs problèmes d’indemnités et d’acquisition de terre. Plus tard, elle a joué un rôle important, quand la région a été restituée et que les gens ont dû lutter pour leurs terres.

### La base navale de Porkkala
Dans le cadre d’un accord de paix signé avec l'URSS en 1944, la zone de Porkkala a été louée pour cinquante ans par la Finlande à l'URSS pour y maintenir une base navale russe (Porkkala-Udd ou en russe Порккала-Удд) mais elle a été rendue plus tôt que prévu, en 1956, à l'État finlandais. La mission principale de cette base était de défendre le golfe de Finlande à l’endroit le plus étroit entre la Finlande et l’Union soviétique. La situation géographique de la base, à proximité immédiate d’Helsinki, n’était pas sans inquiéter les Finlandais.
Le cœur de la base était le port de guerre, situé à Upinniemi (en) (Obbnäs). Le centre administratif de la base était au centre de Kirkkonummi.
La population de la zone, pendant la période du bail, s’élevait à quelque 20-30 000 habitants ; en plus des soldats, il y avait quelque 10 000 civils (aujourd’hui Kirkkonummi compte quelque 30 000 habitants).
En plus du port de guerre, les soldats russes avaient construit de nombreuses fortifications dans l’archipel, à côté de la nouvelle frontière, tout comme dans les plus grandes clairières des champs. Le logement des soldats, les casernes et les bâtiments de ravitaillement étaient placés dans le village de Porkkala, à Piispankylä (Biskopsböle), à Upinniemi (en) (Obbnäs) et à Malmi, Degerby. L’aéroport de la zone était à Friggesby (fi). Pendant la période du bail, une bifurcation du chemin de fer avait été construite de Kela à Båtvik, où les Russes avaient ouvert un port.
De Pikkala à Piispankylä, traversant toute la zone, ils avaient fait un chemin pavé pour l’artillerie, appelé aujourd’hui la Route de Kabanov. En connexion avec ce chemin, ils avaient construit aussi le pont de Vårnäs.
La base navale de Porkkala était soumise au commandement de l’état major de la marine de guerre. Le premier commandant de la base était un héros soviétique, le vice-amiral Neon Vasiljevitch Antonov (ru) et le dernier commandant, le général de division Sergei Kabanov (ru).

### La garde des frontières
Les frontières entre Porkkala et le reste de la Finlande ont été tracées sur un plan avec une règle, sans tenir compte des formes du terrain ou des possessions de terre.
Une brigade côtière, transférée de la baie de Vyborg à Porkkala, était chargée de la défense de la zone et de la garde des frontières. L’artillerie côtière, quant à elle, s’occupait de la garde des frontières maritimes. Plus tard, en automne, un bataillon permanent a pris la responsabilité de la garde. En 1947, le nom de bataillon a été changé en Corps des gardes-frontières de Porkkala. Le Corps des gardes-frontières de Porkkala a été dissous après la restitution de la zone.

### La restitution
En automne 1955, des changements inattendus — changements dans les relations entre les superpuissances, amélioration des relations entre la Finlande et l’Union soviétique et diminution de l’importance stratégique de la base de Porkkala — ont permis d’entamer les négociations entre la Finlande et l’URSS. Ces négociations ont abouti à la restitution de Porkkala. Les titres concernant la restitution ont rempli les premières pages des journaux le 17 septembre 1955. Le 19 septembre, onzième anniversaire du traité de 1944, un communiqué officiel sur la restitution de la zone a été rendu public. Le Parlement de Finlande a très vite porté le traité de restitution à son ordre du jour, et les documents de ratification ont été signés le 28 octobre.
Conformément au traité, les troupes soviétiques avaient trois mois pour évacuer, après la ratification des documents. Finalement, les autorités soviétiques ont décidé que la restitution aurait lieu le 26 janvier. Les routes barrées ont été ouvertes à 15 heures le 26 janvier 1956, après la signature des actes finaux de restitution. Les voitures équipées de chasse-neige sont entrées dans la zone, déblayant les routes principales pour les convois militaires. Les journalistes étaient parmi les premiers à entrer dans la zone.
Les routes principales ont été ouvertes aux convois finlandais le 26 janvier 1956. L’avant-garde finlandaise a traversé le pont de Kivenlahti à 15 heures sous le commandement du colonel Ali Koskimaa. Outre les soldats et les autorités finlandais, il y avait aussi de nombreux journalistes et photographes.
Pour les civils, la restitution de Porkkala a été source de bien des problèmes. La question sur la possession des terres est vite devenue un point litigieux de principe : est-ce que la région appartenait à l’État ou aux personnes évacuées ? À l'été 1956, les autorités ont décidé que les domaines en fait appartenaient aux habitants évacués, et que le terrain dont l’État aurait besoin serait exproprié contre dédommagements.
La région de Porkkala avait brusquement changé. Elle avait jusque-là vécu totalement isolée du reste de la Finlande. La reconstruction, en temps de récession, demandait un esprit de pionnier.
Tous les évacués ne voulaient ou ne pouvaient pas retourner dans leur pays. La démographie de la région allait vite changer. En conséquence du bail, la petite commune de Degerby, par exemple, a disparu du plan, parce que rattachée à la commune d’Inkoo.
Aujourd'hui encore, on peut trouver des preuves de cette présence des Russes dans le terrain, les forêts et les champs de Kirkkonummi et ses environs. Il reste toujours des maisons inhabitées, construites par les soldats russes, et des petites collines, couvertes de végétation, cachant des bunkers détruits et d’autres fortifications.

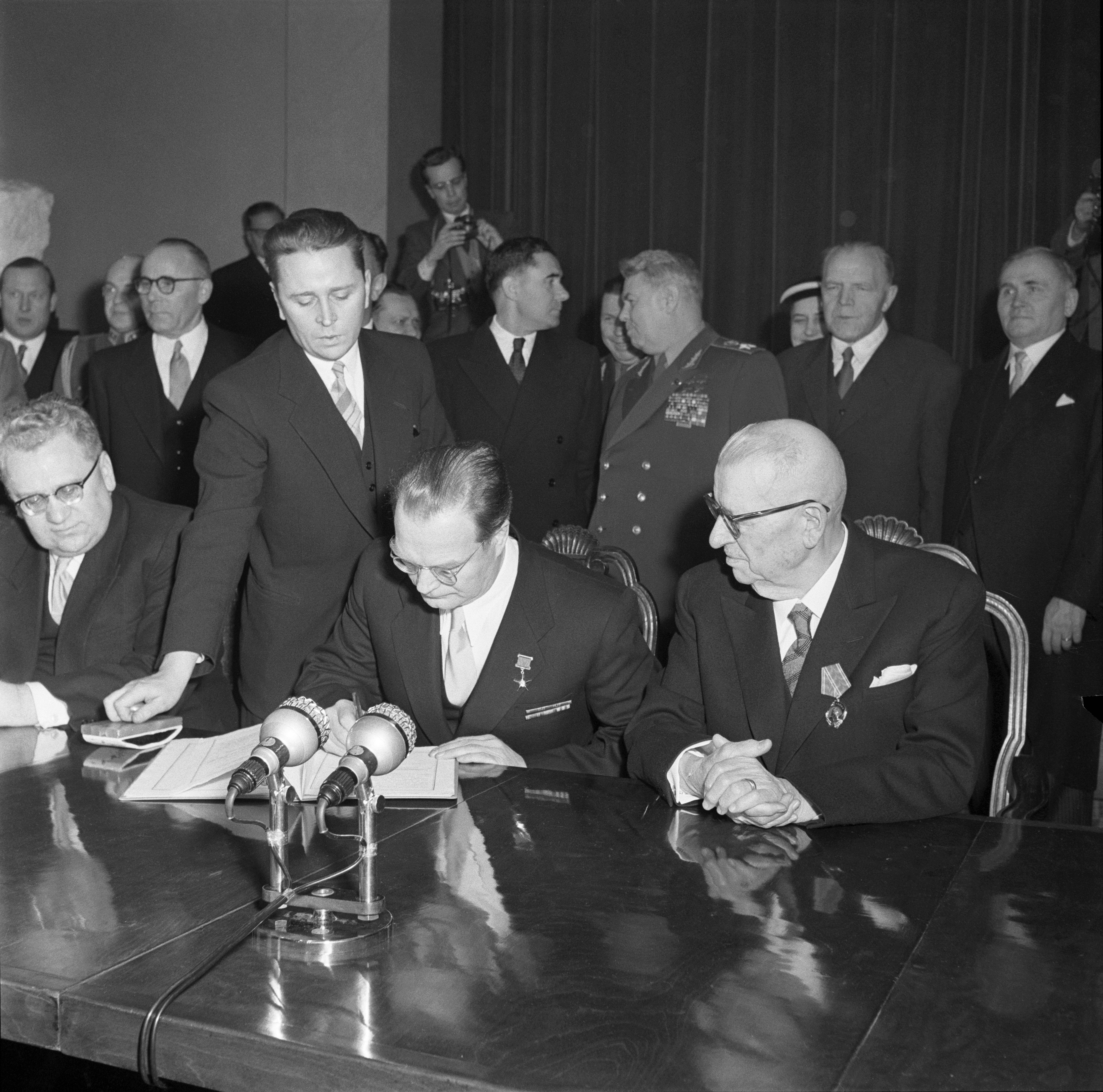
Juho Kusti Paasikivi, Mikhail Pervoukhine et Viktor Lebedev ambassadeur d'URSS signant, à l'ambassade de l'Union Soviétique d'Helsinki le 26 janvier 1956, la restitution de Porkkala et de sa base navale.